# Водное поло
Во́дное по́ло, ватерпо́ло (англ. Water polo) — спортивная командная игра, которая проводится в воде. Игра может проходить как в естественных водоёмах, так и в бассейнах. Одновременно в игре участвуют две команды, задача которых — забить как можно больше голов в ворота соперника за время игры.

## Поле для игры

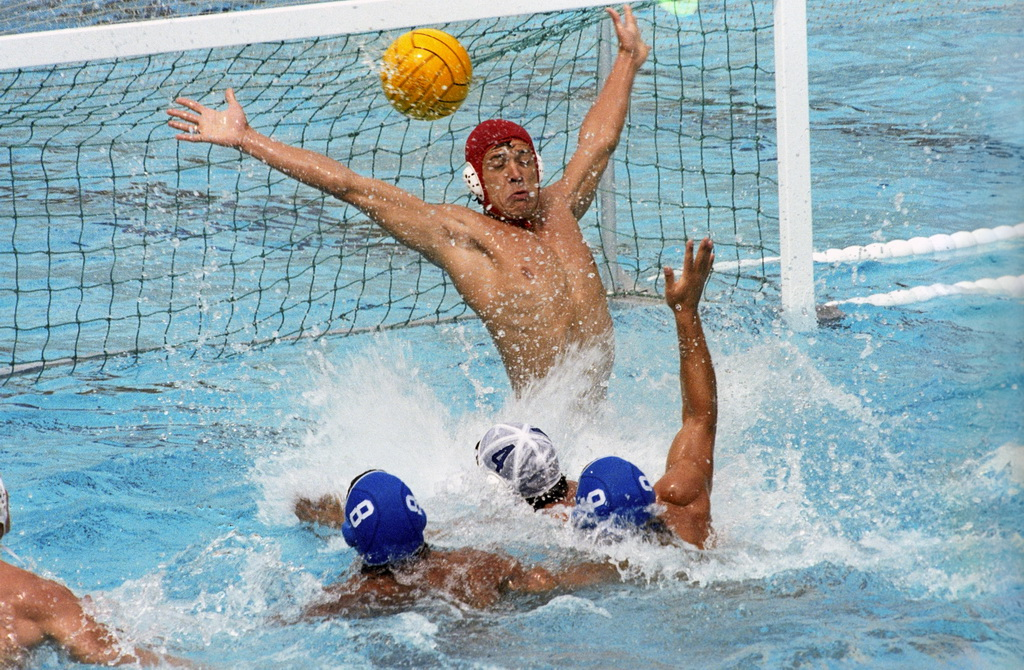
Мяч летит в ворота

Для игр мужских команд расстояние между лицевыми линиями должно быть 30 м, ширина поля 20 м. Для игр женских команд расстояние между лицевыми линиями должно быть 25 м, ширина поля 17 м. Границы игрового поля (лицевые линии) должны находиться на расстоянии 0,30 м за линиями ворот.
По обе стороны игрового поля устанавливаются ворота. Ворота представляют собой две стойки и перекладину прямоугольной формы толщиной 0,075 м, обращённые в сторону игрового поля и окрашенные в белый цвет. Они должны быть установлены строго посередине линии ворот и на расстоянии не менее 0,30 м от границ игрового поля. Расстояние между стойками ворот должно быть 3 м. Если глубина бассейна составляет 1,8 м и более, как того требуют правила игры, то нижний край перекладины должен находиться на высоте 0,90 м над поверхностью воды (при игре любительских и профессиональных команд в бассейнах, в которых есть глубокая и мелкая часть, правилами предусмотрена установка ворот при глубине от 1,5 м и менее таким образом, чтобы перекладина отстояла от дна бассейна не менее чем на 2,4 м).
Минимальная температура воды для проведения игры составляет 16 °C.

## Мяч
Мяч должен быть круглым и иметь воздушную камеру с закрывающимся ниппелем. Мяч должен быть без наружных отслоений, водонепроницаемый и не покрытый жиром или подобным веществом.

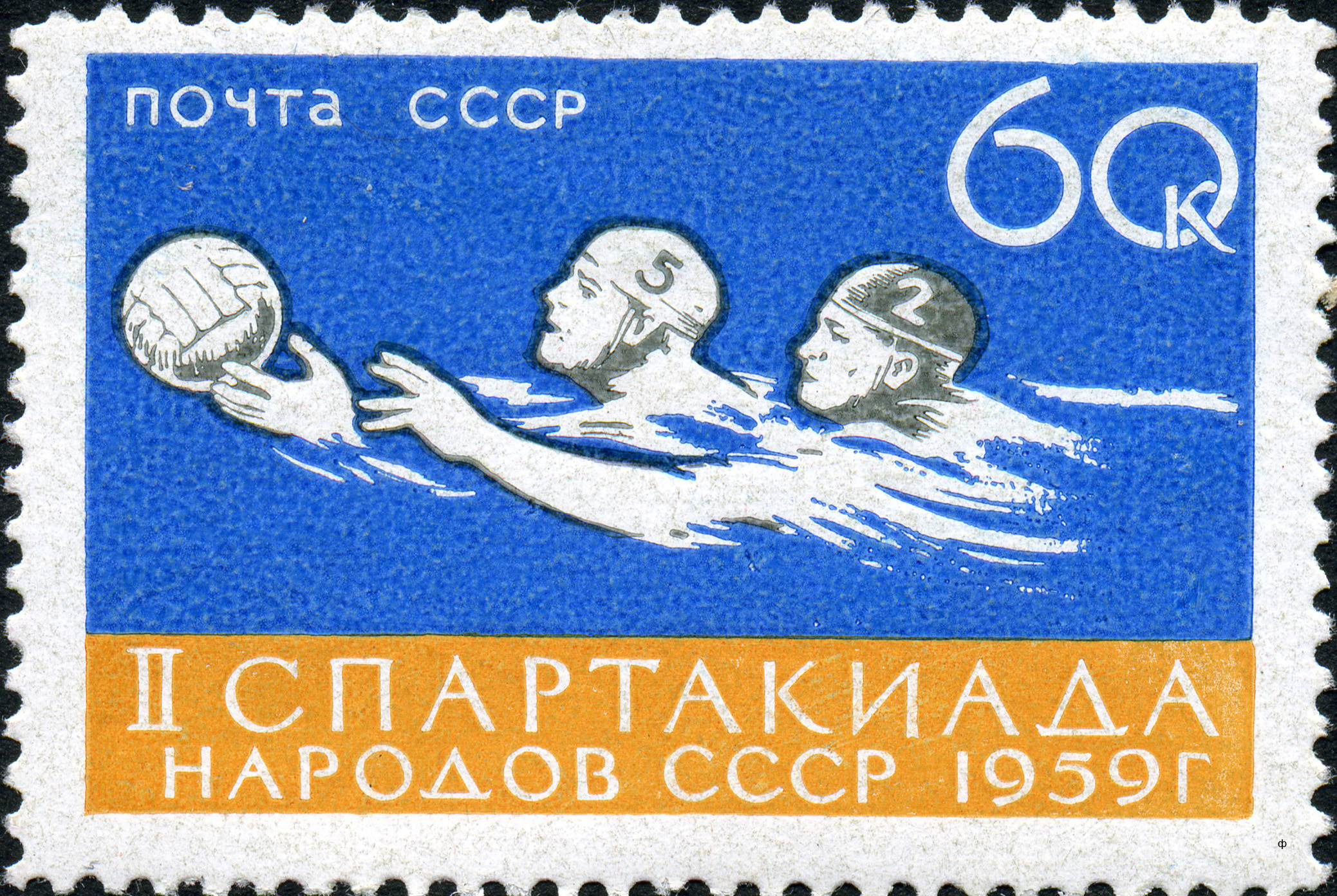
Почтовая марка СССР, 1959 год

Масса мяча должна быть в пределах от 400 до 450 грамм. Для игр мужских команд длина мяча по окружности должна быть не менее 0,68 м, но не более 0,71 м, а давление внутри него должно быть в пределах 90—97 кПа (13—15 фунтов на квадратный дюйм атм. давления), а для игр среди женских команд длина мяча по окружности должна быть не менее 0,65 м, но не более 0,67 м, а давление внутри него должно быть в пределах 83—93 кПа (12—13 фунтов на квадратный дюйм атм. давления).

## Шапочки
Одним из наиболее узнаваемых атрибутов игры являются шапочки с ушными протекторами, которые защищают уши игроков от мощных ударов мяча. Одна из играющих команд должна быть в шапочках белого цвета, а другая в шапочках контрастирующего цвета, отличного от цвета мяча, но не ярко-красного и одобренного судьёй игры. Чаще всего играют в шапочках белого и синего цвета. Вратари должны играть в шапочках красного цвета. Шапочки должны быть застегнуты под подбородком и надеты на головы игроков в течение всей игры. Ушные протекторы должны быть одного цвета с шапочками команды. На каждой стороне шапочек должны быть нанесены номера с высотой цифр 0,10 м. Для международных матчей на шапочках спереди должна быть нанесена трёхбуквенная аббревиатура страны, а также возможно нанесение национального флага. Высота букв аббревиатуры страны должна быть 0,04 м.

## Суть игры
Водное поло — весьма жёсткая контактная игра. Одновременно на поле против друг друга играют две команды. Каждая команда должна состоять из семи игроков, одним из которых должен быть вратарь, играющий во вратарской шапочке, и не более шести резервных игроков, которые могут быть использованы как запасные. Для игры свойственны частые замены игроков на поле запасными.
Игра состоит из четырёх периодов. Продолжительность каждого периода составляет 8 минут чистого времени. Отсчет времени начинается в начале каждого периода с касания игроком мяча. При всех сигналах на остановку игры, контрольный секундомер должен быть остановлен до введения мяча в игру. Секундомер должен быть включен вновь при отрыве мяча от руки игрока, проводящего соответствующий бросок или при касании мяча игроком во время спорного вбрасывания.
Каждая команда имеет 30 секунд на реализацию атаки. По истечении 30 секунд мяч переходит к сопернику. Каждая команда может взять два минутных тайм-аута в основное время и один тайм-аут в дополнительное время. Тайм-аут может взять только та команда, которая владеет мячом.
Основной принцип игры состоит в том, что игроки (за исключением вратаря) не могут трогать мяч двумя руками. Владение мячом игроками осуществляется одной рукой. Игроки могут пасовать мяч своим партнёрам по команде или плыть, ведя мяч перед собой.
Цель игры для каждой команды — действуя согласно тактическим схемам, забросить максимальное количество мячей в ворота соперника. Все действия игроков по отбору мяча у соперника, степень грубости нарушений, удаление игроков и все прочие игровые моменты полностью регулируются правилами водного поло.

## Правила игры
Не разрешается атаковать игрока, не владеющего мячом. Также правилами запрещается топить мяч под водой — это приводит к переходу мяча к сопернику. Запрещено топить, тащить и держать игрока, не владеющего мячом — это считается грубой ошибкой. Совершив грубую ошибку, игрок удаляется из воды на 20 сек. или до конца времени атаки противника. По истечении штрафного времени игрок может вернуться в игру. Негрубая ошибка наказывается свободным броском, то есть броском, который может быть направлен непосредственно в ворота противника, если нарушение произошло за шестиметровой игровой линией, или разыгран путём перепасовки. Пятиметровые штрафные броски или свободные броски из-за пятиметровой линии должны производиться незамедлительно без продержек. Игрок, имеющий «3 удаления», удаляется до конца игры с правом замены и садится на скамейку запасных с развязанной шапкой. По усмотрению судей возможно обоюдное удаление игроков. Пас, отдаваемый партнёрам, обычно отдается по воздуху — мяч не касается воды. Иногда пас передаётся с отскоком от воды специально игроку, находящемуся ближе всего к воротам, чтобы тот мог выпрыгнуть из воды и забросить мяч в ворота.
Водное поло требует от игроков прекрасной физической подготовки и высокой координации.

## История

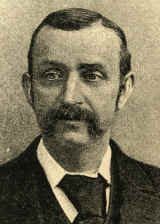
Шотландец Уильям Уилсон — создатель первых правил водного поло

Водное поло изобретено во второй половине XIX века в Великобритании Уильямом Уилсоном. Прототипом игры послужило регби. Ранние версии игры разрешали использование силы в борьбе за мяч, удержание соперника под водой для овладения мячом. Вратарь находился за пределами поля, и старался предотвратить попытки соперника положить мяч на причал. Игра приобрела современную форму в 1880-х годах.
В водное поло играют во многих странах мира. Игра особенно популярна в Венгрии и бывшей Югославии.
Водное поло — один из старейших олимпийских видов спорта. Впервые было включено в программу Олимпийских игр в 1900 году. Женское водное поло вошло в олимпийскую программу в 2000 году после политических протестов австралийской женской команды. В мужском водном поло знаменитый венгр Дежё Дьярмати выиграл пять олимпийских медалей (золото в 1952, 1956, 1964; серебро в 1948; бронзу в 1960), установив пока никем не побитый рекорд. Первым советским ватерполистом, попавшим в Зал славы водных видов спорта (расположен в американском городе Форт-Лодердейл близ Майами), стал Алексей Баркалов, вслед за ним там оказались Александр Кабанов, Александр Долгушин и Евгений Шаронов.
Чемпионат мира по водному поло среди мужчин проводится с 1973 года, среди женщин — с 1986 года. На прошедших 14 мужских чемпионатах мира призовые места доставались только европейским сборным (чемпионами становились 6 разных команд). На женских чемпионатах европейки не имеют такого преимущества — успешно выступают американки, австралийки, канадки, в 2011 году награды впервые завоевали китаянки.